# Державний літературний музей «20 століття»
Державний літературний музей «20 століття» (колишній Державний літературно-меморіальний музей М. М. Зощенка) — музейний заклад, що змінив назву і буде висвітлювати літературну ситуацію в місті Ленінград Санкт-Петербург впродовж 20 ст. 

## Літературна традиція і її продовження
Література Російської імперії пережила справжній розквіт протягом 19 століття. Цей розквіт був діяльно підготовлений ще митцями та літераторами 18 століття. 
З приводу сторіччя з дня народження Пушкіна Олександра Сергійовича в столиці Російської імперії з ініціативи Імператорської академії наук була створена Комісія для приготувань урочистостей до ювілею уславленого російського поета. Було запропоновано створити монумент на честь Пушкіна. Але мета увічнення пам'яті поета була розширена і вилилась в проект створення літературного музею поета. Обидва плани були реалізовані : місто отримало новий монумент та літературний музей, який назвали Пушкінський Дім.
Але літературна традиція в Петрограді-Ленінграді не перервалась ні після зникнення Російської імперії в 1917 році, ні після зникнення Радянської імперії (СРСР) в 1991 році. З Петербургом, якому повернули історичне ім'я, у ХХ столітті тісно пов'язані життя і творчість цілої низки літераторів, серед яких :
- Корній Чуковський
- Ігор Сєверянин
- Анненський Інокентій Федорович
- Мережковський Дмитро Сергійович
- Бальмонт Костянтин Дмитрович
- Мандельштам Осип Емільович
- Кузмін Михайло Олексійович
- Єсенін Сергій Олександрович
- Анна Ахматова
- Гумільов Микола Степанович
- Маршак Самуїл Якович
- Ігор Сєверянин
- Герман Юрій Павлович
- Заболоцький Микола Олексійович
- Лозинський Михайло Леонідович
- Форш Ольга Дмитрівна
- Гранін Данило Олександрович
- Бродський Йосип Олександрович
- Зощенко Михайло Михайлович

На базі квартири М. М. Зощенко і був створений його музей.

## Переорієнтація завдання музею
Бурхливі події в російській літературі і політиці, мільйонна еміграція з країни, блокада Ленінграда, репресії сталінського режиму — болісно відбились як на розвитку літератури, так і на долях багатьох літераторів. Частку матеріалів збирав музей Пушкінський Дім. Але на висвітлення літературної ситуації в Петрограді-Ленінграді у ХХ столітті і переорієнтували колишній літературно-меморіальний музей М. М. Зощенка, що отримав нову назву.